# Fähre St. Josef
De St. Josef is een Duitse kabelpont, die de verbinding verzorgt tussen Ellenz-Poltersdorf en Beilstein, over de Moezel.

## Geschiedenis

### Eerste eigenaar
Toen in 1949 een nieuwe veerboot nodig was in Reil werd de overzetboot Reil gebouwd. De Reil voer vanaf dan onder de rederij Reiler Fähre.

### Latere eigenaren

#### J. Sausen (bewoner Ellenz)
In 1966 veranderde de route van de Reil naar het huidige traject, en de nieuwe eigenaar werd J. Sausen.

#### Arnoldi (bewoner Beilstein)
Na 14 jaar veranderde het schip van eigenaar: Arnoldi was nu de nieuwe eigenaar. De naam van het schip veranderde in St. Joseph.

#### Gebr. Kolb
Nog hetzelfde jaar werd het schip eigendom van de binnenvaart rederij Gebr. Kolb en de naam veranderde naar St. Josef.

### Incident
In een opmerkelijk voorval brak de kabel van de pont midden in een overtocht, waardoor het vaartuig begon af te drijven in de richting van Briedern. Omdat de pont geen roer heeft, was het niet in staat zichzelf te sturen. Gelukkig bleef de pont vastzitten in de rotsen aan de oever, wat ervoor zorgde dat verdere schade werd voorkomen. Dit incident benadrukte de kwetsbaarheid van de pont bij kabelbreuken, maar gelukkig was er geen gevaar voor de passagiers aan boord, aangezien het schip snel weer werd gerepareerd en de dienst hervat werd.

## Algemene informatie
De pont had oorspronkelijk plaats voor 4 personenauto's (tegenwoordig 2) en 40 personen. 1 Deutz 45 pk dieselmotor drijft de pont aan.